# Bleikvasslia
Bleikvasslia norvég falu, amely Nordland megyében található, 20 kilométerre Korgen falutól.

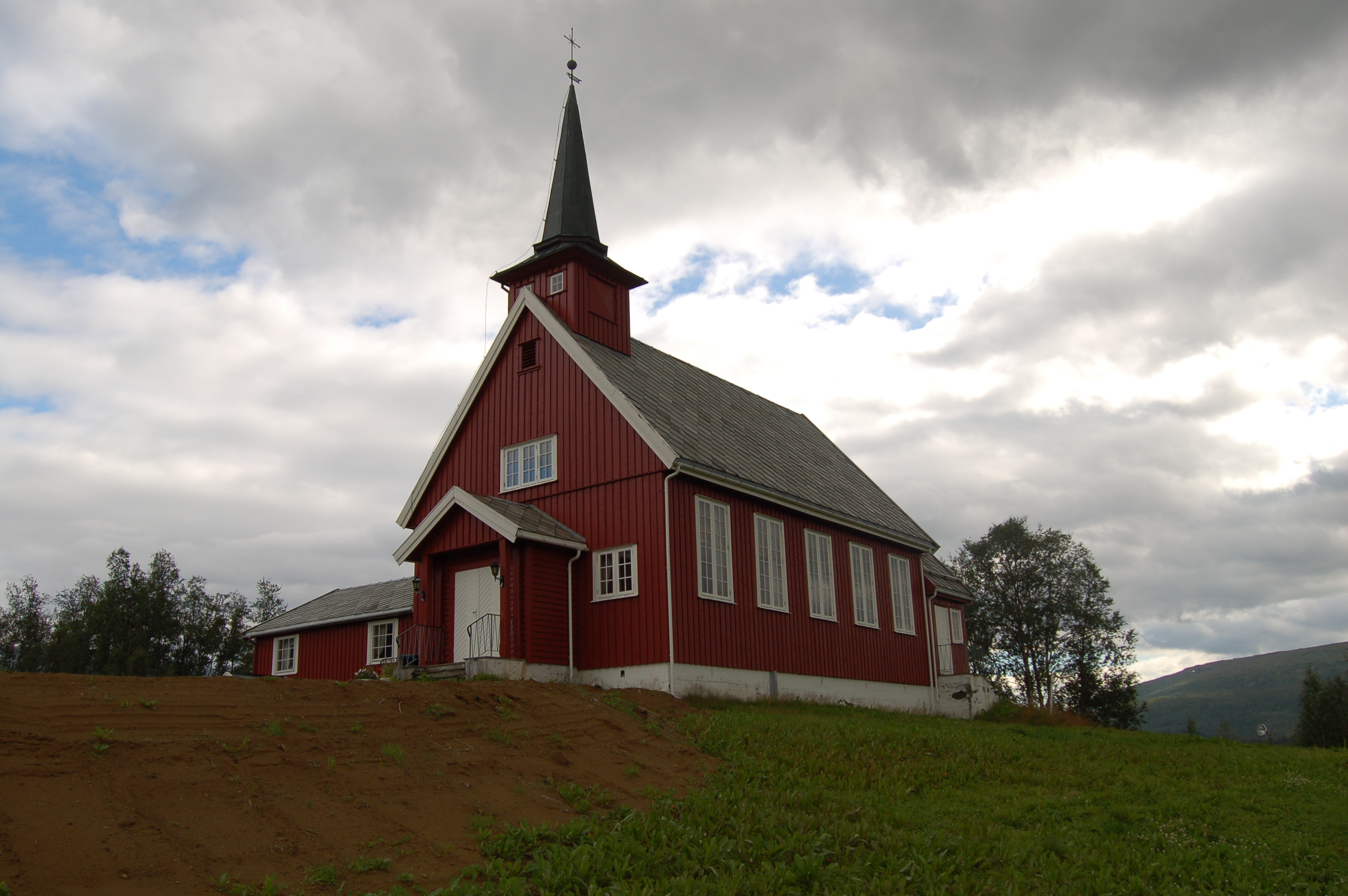
A bleikvassliai templom

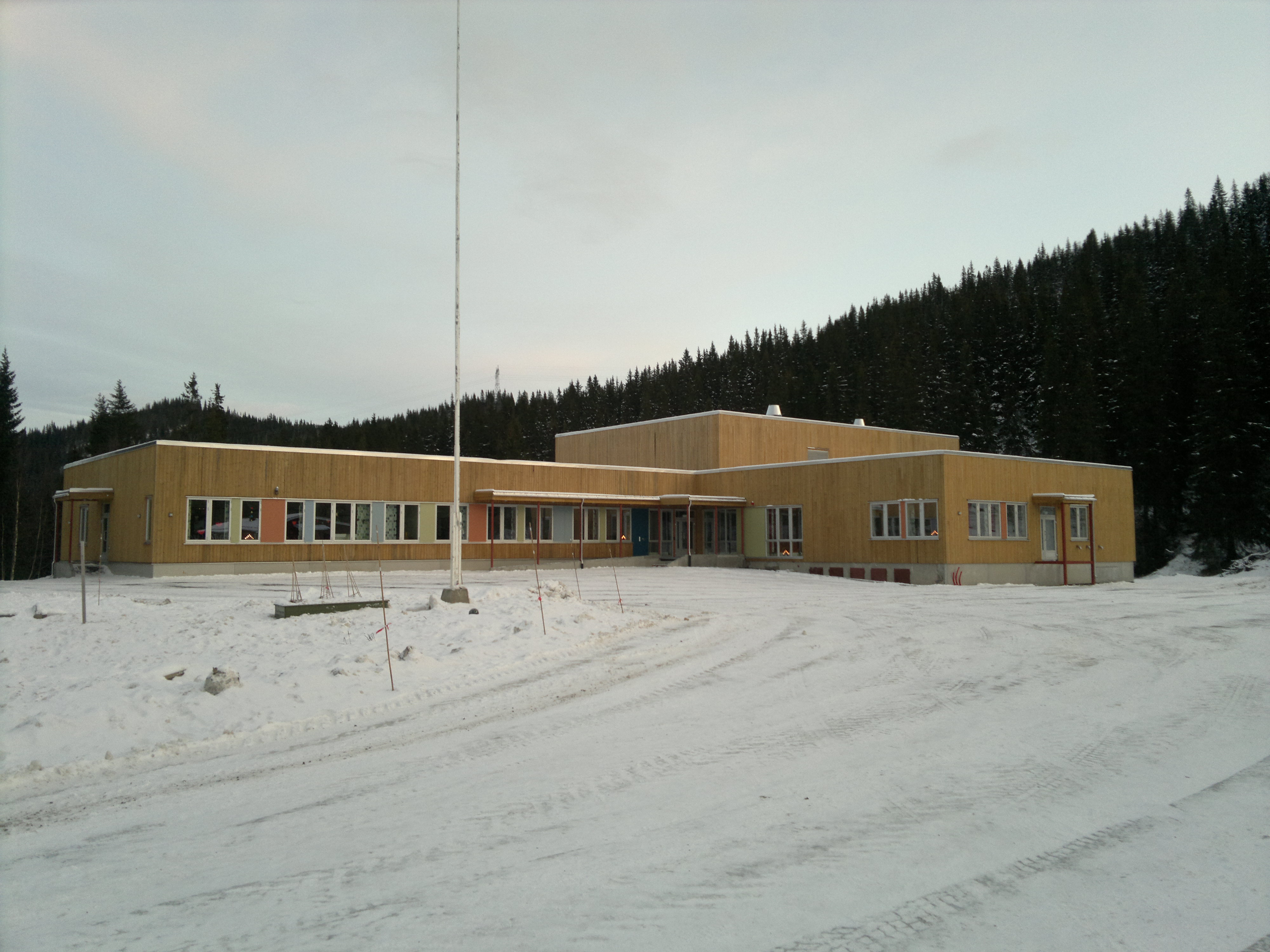
A helyi iskola

Bleikvasslia a kezdetekben bányászközösség volt, azonban a víz elkezdett beszivárogni a bányákba, és emiatt a kitermelés abbamaradt. A faluban van egy templom, egy benzinkút, valamint egy boltocska. A közelben megépült két gát a víz energiáját alakítja át elektromos árammá.
A falu közelében meglehetősen sok kis faház található, amelyet Korgen lakosai nyaralóként használnak. A 218 négyzekilotméter (84 sq mi) alapterületű Røssvatnet tó a falutól délre fekszik, az önkormányzati határ mentén. 

## Fordítás
Ez a szócikk részben vagy egészben  a   Bleikvasslia című angol Wikipédia-szócikk ezen változatának fordításán alapul.  Az eredeti cikk szerkesztőit annak laptörténete sorolja fel. Ez a jelzés csupán a megfogalmazás eredetét és a szerzői jogokat jelzi, nem szolgál a cikkben szereplő információk forrásmegjelöléseként.